# Mount Dall
Der Mount Dall ist ein 2669 m hoher Berg in der Alaskakette in Alaska (USA). Der Berg wurde von A. H. Brooks vom U.S. Geological Survey (USGS) im Jahr 1902 nach William Healey Dall (1845–1927), einem Naturforscher, der das Innere Alaska erforschte, benannt.

## Geografie
Der Berg befindet sich im westlich-zentralen Abschnitt der Alaskakette 85 km südwestlich vom Denali. Mount Dall wird flankiert von Tributärgletschern des Dall-Gletschers. Die nächsthöheren Berge befinden sich in einem Abstand von über 26 km: Walleye Peak im Nordosten sowie Kichatna Spire im Südwesten.

## Besteigungsgeschichte
Die Erstbesteigung gelang am 26. Juli 1970 einer sechsköpfigen US-amerikanischen Bergsteigergruppe bestehend aus Charles Hildebolt, Art Ward, Patrick Freeney, John Bridge, Wendell Oderkirk und Bob Smith. Die Aufstiegsroute führte vom Gletscher unterhalb der Nordostflanke des Berges über den Südostgrat zum Gipfel.